# Pilostyles blanchetii
Pilostyles blanchetii är en tvåhjärtbladig växtart som först beskrevs av Gardn., och fick sitt nu gällande namn av Robert Brown. Pilostyles blanchetii ingår i släktet Pilostyles och familjen Apodanthaceae. Inga underarter finns listade i Catalogue of Life.